# Радочај
Радочај (до 1991. Раздрто II дио, хрв. Radočaj) је насељено место у саставу града Врбовско, Приморско-горанска жупанија, Хрватска.

## Историја
До територијалне реорганизације у Хрватској био је у саставу старе општине Врбовско.

## Становништво
У попису становништва из 2011. године, Радочај није имао становника.
| Број становника према пописима | Број становника према пописима | Број становника према пописима | Број становника према пописима | Број становника према пописима | Број становника према пописима | Број становника према пописима | Број становника према пописима | Број становника према пописима | Број становника према пописима | Број становника према пописима | Број становника према пописима | Број становника према пописима | Број становника према пописима | Број становника према пописима | Број становника према пописима |
| ------------------------------ | ------------------------------ | ------------------------------ | ------------------------------ | ------------------------------ | ------------------------------ | ------------------------------ | ------------------------------ | ------------------------------ | ------------------------------ | ------------------------------ | ------------------------------ | ------------------------------ | ------------------------------ | ------------------------------ | ------------------------------ |
| 1857                           | 1869                           | 1880                           | 1890                           | 1900                           | 1910                           | 1921                           | 1931                           | 1948                           | 1953                           | 1961                           | 1971                           | 1981                           | 1991                           | 2001                           | 2011                           |
| 23                             | 32                             | 19                             | 33                             | 29                             | 24                             | 21                             | 22                             | 3                              | 1                              | 1                              | 0                              | 0                              | 0                              | 0                              | 0                              |

Напомена: Године 1981. и 1991. исказује се под именом Раздрто II део. Од 1953. до 1971. исказује се као део насеља Раздрто II део.